# Svärmare och harkrank
Svärmare och harkrank är en prosabok av Harry Martinson utgiven 1937. Den var den första av tre böcker som kallas för naturessäer och består av en blandning av naturskildringar, filosofiska resonemang och tids- och civilisationskritik. Den följdes av Midsommardalen (1938) och Det enkla och det svåra (1939).

## Bakgrund
Martinson hade under några år gjort stor succé med böcker som diktsamlingen Nomad, sjömansskildringarna Resor utan mål och Kap Farväl! och den självbiografiska romanen Nässlorna blomma. Detta gjorde att Martinson kunde inköpa ett jordbruk i Sorunda socken där han bodde med Moa Martinson. Äktenskapet var dock problematiskt och Harry Martinson hade även dystra tankar om världsläget. Han hade fått dålig kritik för diktsamlingen Natur och ville skriva en ny sorts naturskildring med en personlig utgångspunkt från livet på gården och där begreppet "natur" vidgades till att omfatta hela "människans natur" som det djupaste och yttersta ursprunget till kulturens yttringar, mänskliga gärningar av godhet och grymhet, ondska och krig, politiska systembyggen och filosofiska föreställningar.

## Innehåll
I boken skildras författarens förundran och vördnad inför naturen och samtidigt den språkliga otillräcklighetskänslan av att kunna beskriva denna. Martinson menar att naturen är något allomfattande och oöversättligt. Människan är delaktig i naturen, men även utestängd från den med sitt medvetande och sitt språk. 
| ” | Någonting står och vädjar i de väldiga skogarna. Någonting står och vädjar i de gröna sjöarna. Men vill du försöka tolka det med hela barmen, blir det lätt salvelse; den är en närliggande fara, den liksom jargongens alltför omhuldade käcka gläfs. En otillräcklighet i språk står och dröjer över allt som är; men också en otillräcklighet i sinne. Vi begränsas. Här blev du ställd inom din arts gränser. | „ |

Martinson menade också att till den mänskliga naturen hör även sådana drag och beteende som kan kallas omänskliga. I essäerna, vilka beskrivits som dunkelt flödande, associationsrika och vindlande, angriper han den samtida civilisationen präglad av hycklande maktmänniskor, materialism och kommersialism som förbiser och förvanskar "det av naturen givna, de självklara livsvärdena". Han lade i stället fram en förhoppning om att mänskligheten skulle sträva efter vad han kallade för "den andra enkelheten", vilket definieras som:
| ” | det oföränderliga alldaglighetsmotivet, förvissningen om de entydiga grundsyftena för fortvaro: den andra enkelheten. Ty endast den andra enkelheten, den som kommer sedan komplikationernas valv och labyrinter passerats, endast den enkelheten är av djupaste värde för nutiden, eller låt oss säga för tidens flöde. | „ |

## Mottagande
Vid utgivningen berömde kritikerna framförallt de poetiska naturskildringarna men hade svårt för de filosofiska och tidskritiska utläggningarna. Elof Ehnmark i Upsala Nya Tidning skrev: "...som romantikerna vill han nå fram till de svagaste skiftningarna, söka uttryck åt det ordlösa och osägbara. Därför blir hans självuppfunna terminologi ofta svårfattlig och ogripbar, hans distinktioner vaga och hans tankegång dunkel." Georg Svensson i BLM inledde mycket berömmande: "Vad som utan diskussion kan accepteras i Martinsons nya lilla bok är de rena naturbeskrivningarna. (...) I sin blandning av precis impressionistisk iakttagelse, saklighet och poetisk upplevelse har den intet motstycke i svensk litteratur." Svårare hade emellertid Svensson för de essäer som ägnas "åt reflexioner över människans situation. Det torde inte vara lätt ens för det skarpaste filosofiska intellekt att med sin ljuskägla bringa klarhet i den martinsonska filosofiens klärobskyr." Hans Larsson i Stockholms-Tidningen skrev mycket uppskattande om boken. Han konstaterade att Martinsons "intresse förlänger sig ofta från de de små verkligheterna till orden som behövas för denna myckenhet. Han törstar efter ord och vändningar. Därför tillyxar han också i en hast sådana". Larsson menade vidare att man inte skulle begära av författaren "att han skall tala om det var dagsaktuella utan att omge det med dess metafysiska dunstkrets, även om man tycker att denna ibland kunde undvaras. Man får väl låta honom vara som han är och för egen del räkna härmed."

## Källa
- Harry Martinson, Naturessäer med efterord av Bengt Emil Johnson, Bonniers 2000 ISBN 91-0-057344-2